# Clodomiro Ledesma
Clodomiro Ledesma o Ledesma es una localidad y centro rural de población con junta de gobierno de 4.ª categoría situado en el distrito Yeruá del departamento Concordia en la provincia de Entre Ríos, República Argentina.

## Historia
La localidad surgió en torno a la Estación Clodomiro Ledesma del ramal Concordia-Concepción del Uruguay del Ferrocarril General Urquiza, que fue habilitado en 1913, pero la estación fue inaugurada en 1924. El nombre de la estación recuerda al propietario del lugar que donó los terrenos para su construcción. Desde 1912 existe en el lugar la escuela n.º 24 El Escondido, y desde 1979 la capilla católica Inmaculado Corazón de María Santísima. En 1979 un incendio destruyó la estación cuando el ramal permanecía sin operaciones.
La junta de gobierno fue creada por decreto 2150/1988 MGJE de 3 de mayo de 1988 2150/1988 MGJE y sus primera junta de gobierno fue designada por decreto 2149/1988 MGJE del mismo día. La segunda fue designada por decreto 1879/1992 MGJE de 29 de abril de 1992. La tercera por decreto 3193/1996 MGJE de 30 de agosto de 1996. La cuarta (1 presidente, 4 vocales titulares, 2 vocales suplentes) por decreto 4914/1997 MGJE del 23 de diciembre de 1997. La quinta por decreto 306/2000 MGJE de 7 de febrero de 2000.
Como el territorio jurisdiccional de Clodomiro Ledesma no se corresponde completamente con un circuito electoral, la junta de gobierno no pudo ser elegida en las elecciones del 2003 como ocurrió con otras juntas de gobierno de la provincia tras la reforma de la ley N.º 7555. La primera junta de gobierno electiva (1 presidente, 5 vocales titulares, y 3 vocales suplentes) fue elegida en las elecciones del 18 de marzo de 2007 y la segunda en las del 23 de octubre de 2011, para lo cual se utilizó todo el circuito electoral 248-Clodomiro Ledesma, que fue delimitado el 20 de noviembre de 1998 con el remanente del circuito electoral Calabacilla que no se integró al municipio de Estancia Grande. Este circuito electoral comprende también un área que hasta 2015 no estaba incluida en ningún ejido municipal ni junta de gobierno, ribereña del río Uruguay en el sector llamado Vuelta del Daymán.
Los límites jurisdiccionales fueron establecidos por decreto 3689/2001 MG del 3 de octubre de 2001, apoyándose en los arroyos Yeruá, y Yuquerí Chico. El oeste limita con el departamento San Salvador, al norte con Estación Yeruá y con el ejido municipal de Estancia Grande, al noreste con el ejido de Puerto Yeruá, a sudeste con Nueva Escocia, y al sur con Pedernal.

## Población
La población de la jurisdicción de la junta de gobierno era de 224 personas según el censo de octubre de 2010, de los cuales 128 eran varones. La población de la localidad, es decir sin considerar el área rural, era de 93 personas en 1991 y de 95 en 2001. La población de la jurisdicción de la junta de gobierno era de 204 habitantes en 2001.